# Туканнон
Туканнон (англ. Tucannon River) — река на юго-востоке штата Вашингтон, США. Левый приток реки Снейк, которая в свою очередь является притоком реки Колумбия.
Берёт начало в районе горного хребта Голубые горы и течёт преимущественно в северо-западном направлении. Впадает в реку Снейк примерно в 6 км выше устья реки Палус и парка штата Лайонс-Ферри. Длина реки составляет около 100 км. Площадь бассейна — около 1300 км². Высота бассейна над уровнем моря варьирует от 165 м в устье реки до 1950 м в Голубых горах на территории национального леса Уматилла. Реки бассейна питаются преимущественно за счёт атмосферных осадков и подземных вод.
Крупнейший приток — река Патаха, впадающая в Туканнон примерно в 18 км от её устья.